# Hexatoma tacita
Hexatoma tacita är en tvåvingeart som beskrevs av Alexander 1951. Hexatoma tacita ingår i släktet Hexatoma och familjen småharkrankar. Inga underarter finns listade i Catalogue of Life.